# Atletisme als Jocs Olímpics d'Estiu de 1924 - 100 metres masculins
Els 100 metres masculins va ser una de les proves del programa d'atletisme disputades durant els Jocs Olímpics de París de 1924. La prova es va disputar el 6 i 7 de juliol de 1924 i hi van prendre part 86 atletes de 34 nacions diferents.

## Medallistes
| Or                    | Plata                | Bronze               |
| Harold Abrahams (USA) | Jackson Scholz (USA) | Arthur Porritt (NZL) |

## Rècords
Aquests eren els rècords del món i olímpic que hi havia abans de la celebració dels Jocs Olímpics de 1924.
| Rècord del Món | 10.4" | Charles Paddock   | Redlands (USA) | 23 d'abril de 1921  |
| Rècord Olímpic | 10.6" | Donald Lippincott | Estocolm (SWE) | 6 de juliol de 1912 |

Harold Abrahams igualà el rècord olímpic en tres ocasions.

## Resultats
Tots els temps són en segons.

### Sèries
La primera ronda es va disputar el 8 de juliol. Els dos primers classificats de cada sèrie passen a la segona ronda.
Sèrie 1
| Posició | Atleta                | Temps | Qual. |
| ------- | --------------------- | ----- | ----- |
| 1       | Loren Murchison (USA) | 10.8  | Q     |
| 2       | Arthur Porritt (NZL)  | 10.9  | Q     |
| 3       | Camilo Rivas (ARG)    |       |       |
| 4       | Mariano Aguilar (MEX) |       |       |
| 5       | Alberto Jurado (ECU)  |       |       |

Sèrie 2
| Posició | Atleta                  | Temps | Qual. |
| ------- | ----------------------- | ----- | ----- |
| 1       | Cyril Coaffee (CAN)     | 11.0  | Q     |
| 2       | Ernesto Bonacina (ITA)  | 11.2  | Q     |
| 3       | Mogens Truelsen (DEN)   |       |       |
| 4       | Gentil dos Santos (POR) |       |       |
| 5       | Alois Linka (TCH)       | 11.6  |       |

Sèrie 3
| Posició | Atleta                 | Temps | Qual. |
| ------- | ---------------------- | ----- | ----- |
| 1       | Charles Paddock (USA)  | 11.2  | Q     |
| 2       | Oto Seviško (LAT)      | 11.8  | Q     |
| 3       | Ferdinand Kaindl (AUT) |       |       |

Sèrie 4
| Posició | Atleta                      | Temps | Qual. |
| ------- | --------------------------- | ----- | ----- |
| 1       | Maurice Degrelle (FRA)      | 11.0  | Q     |
| 2       | Reijo Halme (FIN)           | 11.1  | Q     |
| 3       | Frederik Lamp (NED)         |       |       |
| 4       | Fritz Schedl (AUT)          |       |       |
| 5       | Władysław Dobrowolski (POL) | 11.5  |       |
| 6       | Rauf Hasağasi (TUR)         |       |       |

Sèrie 5
| Posició | Atleta                 | Temps | Qual. |
| ------- | ---------------------- | ----- | ----- |
| 1       | Lajos Kurunczy (HUN)   | 11.4  | Q     |
| 2       | Johans Oja (LAT)       |       | Q     |
| 3       | Henricus Cockuyt (BEL) |       |       |
| 4       | Wilfred Hildreth (IND) |       |       |
| 5       | Lawrence Betts (RSA)   |       |       |

Sèrie 6
| Posició | Atleta                      | Temps | Qual. |
| ------- | --------------------------- | ----- | ----- |
| 1       | Henricus Broos (NED)        | 11.0  | Q     |
| 2       | George Dunston (RSA)        | 11.2  | Q     |
| 3       | Antonín Svoboda (TCH)       | 11.3  |       |
| 4       | Poul Schiang (DEN)          | 11.5  |       |
| 5       | José María Larrabeiti (ESP) | 11.6  |       |
| 6       | David Nepomuceno (PHI)      |       |       |

Sèrie 7
| Posició | Atleta                    | Temps | Qual. |
| ------- | ------------------------- | ----- | ----- |
| 1       | Lancelot Royle (GBR)      | 11.0  | Q     |
| 2       | Giovanni Frangipane (ITA) | 11.1  | Q     |
| 3       | Valéry Théard (HAI)       | 11.2  |       |
| 4       | Joan Junquera (ESP)       | 11.3  |       |
| 5       | Zygmunt Weiss (POL)       | 11.4  |       |

Sèrie 8
| Posició | Atleta                      | Temps | Qual. |
| ------- | --------------------------- | ----- | ----- |
| 1       | Walter Rangeley (GBR)       | 11.0  | Q     |
| 2       | Marinus van den Berge (NED) | 11.1  | Q     |
| 3       | Diego Ordóñez (ESP)         |       |       |
| 4       | Victor Moriaud (SUI)        |       |       |
| 5       | Karel Pott (POR)            |       |       |
| 6       | Miguel Enrico (ARG)         |       |       |

Sèrie 9
| Posició | Atleta                      | Temps | Qual. |
| ------- | --------------------------- | ----- | ----- |
| 1       | Albert Heisé (FRA)          | 11.2  | Q     |
| 2       | Gusztáv Rózsahegyi (HUN)    | 11.3  | Q     |
| 3       | Lauri Härö (FIN)            | 11.3  |       |
| 4       | Curt Wiberg (SWE)           | 11.4  |       |
| 5       | Alexandros Papafingos (GRE) |       |       |

Sèrie 10
| Posició | Atleta                        | Temps | Qual. |
| ------- | ----------------------------- | ----- | ----- |
| 1       | Wilfred Nichol (GBR)          | 11.0  | Q     |
| 2       | Paul Brochart (BEL)           | 11.1  | Q     |
| 3       | Laurence Armstrong (CAN)      |       |       |
| 4       | Konstantinos Pantelidis (GRE) |       |       |
| 5       | Gvido Jekals (LAT)            |       |       |

Sèrie 11
| Posició | Atleta                 | Temps | Qual. |
| ------- | ---------------------- | ----- | ----- |
| 1       | Chester Bowman (USA)   | 11.0  | Q     |
| 2       | Walter Strebi (SUI)    | 11.2  | Q     |
| 3       | James Hall (IND)       | 11.3  |       |
| 4       | Bror Österdahl (SWE)   | 11.3  |       |
| 5       | Félix Escobar (ARG)    |       |       |
| 6       | Herminio Ahumada (MEX) |       |       |

Sèrie 12
| Posició | Atleta                    | Temps | Qual. |
| ------- | ------------------------- | ----- | ----- |
| 1       | George Hester (CAN)       | 11.2  | Q     |
| 2       | Johannes van Kampen (NED) | 11.2  | Q     |
| 3       | Karl Borner (SUI)         |       |       |
| 4       | William Lowe (IRL)        |       |       |
| 5       | László Muskát (HUN)       |       |       |
| –       | Eugène Moetbeek (BEL)     | DQ    |       |

Sèrie 13
| Posició | Atleta                 | Temps | Qual. |
| ------- | ---------------------- | ----- | ----- |
| 1       | Jackson Scholz (USA)   | 10.8  | Q     |
| 2       | Paul Hammer (LUX)      | 11.3  | Q     |
| 3       | Terence Pitt (IND)     | 11.3  |       |
| 4       | Knut Russell (SWE)     | 11.3  |       |
| 5       | Reinhold Kesküll (EST) | 11.5  |       |

Sèrie 14
| Posició | Atleta                | Temps | Qual. |
| ------- | --------------------- | ----- | ----- |
| 1       | Harold Abrahams (GBR) | 11.0  | Q     |
| 2       | Slip Carr (AUS)       | 11.0  | Q     |
| 3       | Sasago Tani (JPN)     |       |       |
| 4       | Anton Husgafvel (FIN) |       |       |
| 5       | Álvaro Ribeiro (BRA)  |       |       |
| 6       | Şekip Engineri (TUR)  |       |       |

Sèrie 15
| Posició | Atleta              | Temps | Qual. |
| ------- | ------------------- | ----- | ----- |
| 1       | André Mourlon (FRA) | 11.0  | Q     |
| 2       | Enrico Torre (ITA)  | 11.2  | Q     |
| 3       | Joseph Hilger (LUX) |       |       |

Sèrie 16
| Posició | Atleta                   | Temps | Qual. |
| ------- | ------------------------ | ----- | ----- |
| 1       | Félix Mendizábal (ESP)   | 11.4  | Q     |
| 2       | Anthony Vince (CAN)      | 11.4  | Q     |
| 3       | Vittorio Zucca (ITA)     | 11.5  |       |
| 4       | Stanisław Sośnicki (POL) | 11.6  |       |
| 5       | Artūrs Gedvillo (LAT)    |       |       |

Sèrie 17
| Posició | Atleta                    | Temps | Qual. |
| ------- | ------------------------- | ----- | ----- |
| 1       | Ferenc Gerő (HUN)         | 11.0  | Q     |
| 2       | René Mourlon (FRA)        | 11.0  | Q     |
| 3       | Väinö Eskola (FIN)        | 11.1  |       |
| 4       | Aleksander Szenajch (POL) |       |       |

### Quarts de final
Els quarts de final es disputaren el 6 de juliol. Els dos primers classificats de cada sèrie passen a les semifinals.
Quarts de final 1
| Posició | Atleta                    | Temps | Qual. |
| ------- | ------------------------- | ----- | ----- |
| 1       | Loren Murchison (USA)     | 10.8  | Q     |
| 2       | Giovanni Frangipane (ITA) | 11.0  | Q     |
| 3       | Henricus Broos (NED)      | 11.1  |       |
| 4       | Paul Hammer (LUX)         | 11.1  |       |
| 5       | Reijo Halme (FIN)         | 11.1  |       |
| 6       | Anthony Vince (CAN)       |       |       |

Quarts de final 2
| Posició | Atleta                | Temps | Qual. |
| ------- | --------------------- | ----- | ----- |
| 1       | Chester Bowman (USA)  | 10.8  | Q     |
| 2       | Arthur Porritt (NZL)  | 10.9  | Q     |
| 3       | Walter Rangeley (GBR) | 11.0  |       |
| 4       | René Mourlon (FRA)    | 11.0  |       |
| 5       | Lajos Kurunczy (HUN)  | 11.0  |       |
| 6       | Enrico Torre (ITA)    |       |       |

Quarts de final 3
| Posició | Atleta                      | Temps | Qual. |
| ------- | --------------------------- | ----- | ----- |
| 1       | Cyril Coaffee (CAN)         | 10.8  | Q     |
| 2       | Wilfred Nichol (GBR)        | 11.0  | Q     |
| 3       | André Mourlon (FRA)         | 11.1  |       |
| 4       | Marinus van den Berge (NED) |       |       |
| 5       | Jānis Oja (LAT)             |       |       |
| 6       | Walter Strebi (SUI)         | DNS   |       |

Quarts de final 4
| Posició | Atleta                 | Temps | Qual. |
| ------- | ---------------------- | ----- | ----- |
| 1       | Harold Abrahams (GBR)  | 10.6  | Q OR  |
| 2       | George Hester (CAN)    | 10.7  | Q     |
| 3       | Ferenc Gerő (HUN)      |       |       |
| 4       | Albert Heisé (FRA)     |       |       |
| 5       | Ernesto Bonacina (ITA) |       |       |
| 6       | Félix Mendizábal (ESP) |       |       |

Quarts de final 5
| Posició | Atleta                    | Temps | Qual. |
| ------- | ------------------------- | ----- | ----- |
| 1       | Charles Paddock (USA)     | 10.8  | Q     |
| 2       | Maurice Degrelle (FRA)    | 11.0  | Q     |
| 3       | Johannes van Kampen (NED) |       |       |
| 4       | George Dunston (RSA)      |       |       |
| 5       | Gusztáv Rózsahegyi (HUN)  |       |       |

Quarts de final 6
| Posició | Atleta               | Temps | Qual. |
| ------- | -------------------- | ----- | ----- |
| 1       | Jackson Scholz (USA) | 10.8  | Q     |
| 2       | Slip Carr (AUS)      | 10.9  | Q     |
| 3       | Lancelot Royle (GBR) |       |       |
| 4       | Paul Brochart (BEL)  |       |       |
| 5       | Oto Seviško (LAT)    |       |       |

### Semifinals
Les semifinals es disputaren el 7 de juliol. Els tres primers de cada semifinal passen a la final.
Semifinal 1
| Posició | Atleta                 | Temps | Qual. |
| ------- | ---------------------- | ----- | ----- |
| 1       | Jackson Scholz (USA)   | 10.8  | Q     |
| 2       | Arthur Porritt (NZL)   | 11.1  | Q     |
| 3       | Loren Murchison (USA)  | 11.2  | Q     |
| 4       | Wilfred Nichol (GBR)   | 11.3  |       |
| 5       | Maurice Degrelle (FRA) | 11.4  |       |
| 6       | George Hester (CAN)    | 11.5  |       |

Semifinal 2
| Posició | Atleta                    | Temps | Qual. |
| ------- | ------------------------- | ----- | ----- |
| 1       | Harold Abrahams (GBR)     | 10.6  | Q OR  |
| 2       | Charles Paddock (USA)     | 10.7  | Q     |
| 3       | Chester Bowman (USA)      | 10.7  | Q     |
| 4       | Slip Carr (AUS)           | 10.7  |       |
| 5       | Cyril Coaffee (CAN)       | 10.8  |       |
| 6       | Giovanni Frangipane (ITA) | 11.2  |       |

### Final
La final es disputà el 7 de juliol.
| Posició | Atleta                | Temps   |
| ------- | --------------------- | ------- |
| 1       | Harold Abrahams (GBR) | 10.6 OR |
| 2       | Jackson Scholz (USA)  | 10.7    |
| 3       | Arthur Porritt (NZL)  | 10.8    |
| 4       | Chester Bowman (USA)  | 10.9    |
| 5       | Charles Paddock (USA) | 10.9    |
| 6       | Loren Murchison (USA) | 11.0    |